# Poeciloflata modesta
Poeciloflata modesta är en insektsart som först beskrevs av Donovan 1805.  Poeciloflata modesta ingår i släktet Poeciloflata och familjen Flatidae. Inga underarter finns listade i Catalogue of Life.